# Mochau
Mochau est une ancienne commune de Saxe (Allemagne), située dans l'arrondissement de Saxe centrale, dans le district de Chemnitz. Depuis 2016, Mochau fait partie de la ville de Döbeln.